# Cinco Gremios Mayores
Cinco Gremios Mayores de la ciudad de Madrid (España) es una corporación fundada en 1667, y formada por los gremios de Joyeros, Merceros, Sederos, Pañeros y Drogueros. Funcionó como una institución precapitalista, de forma compatible con la política económica mercantilista de la España del antiguo régimen.

## Historia

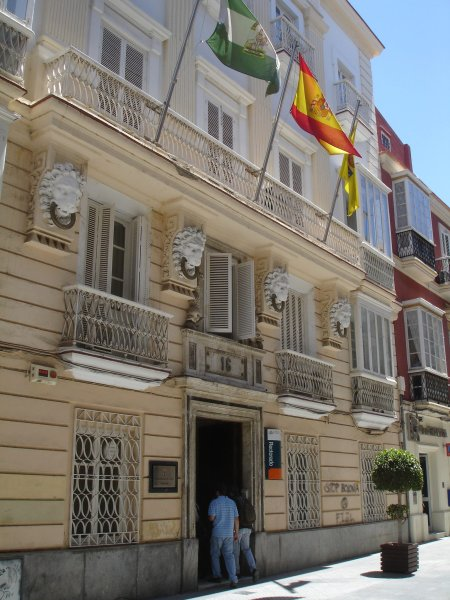
Edificio de los Cinco Gremios en Cádiz, actual rectorado de la Universidad.

Además de mantener el monopolio gremial de la importación, producción y distribución de los productos que daban nombre a sus gremios, ampliaron el campo de sus negocios al financiero (los préstamos al Estado y la recepción de dinero a interés), al control de otras compañías, al abastecimiento de la corte (como obligados del abasto durante varios años del siglo XVIII), e incluso llegaron a intervenir en el comercio con América, cuando el monopolio de Sevilla-Cádiz se estaba descomponiendo en beneficio de otras plazas españolas.
Su palacio en la plaza luego rebautizada Jacinto Benavente es un ejemplo de arquitectura de estilo neoclásico.

## En otras ciudades
La corporación tuvo similares reuniones gremiales en ciudades, como -por citar solo algunos ejemplos- Barcelona, Zaragoza o Cádiz, donde ocupó el edificio neoclásico antes conocido como casa de los Cinco Gremios, en el número 16 de la calle Ancha, y luego rectorado de la universidad de Cádiz.